# Fayhan al-Ghamdi
Lama Fayhan al-Ghamdi es un predicador televisivo saudí que atrajo la atención nacional e internacional en 2013 después de pagar dinero de sangre por la sodomización y asesinato de su hija de cinco años. Los activistas temían que pudiera quedar impune después de pagar el dinero de sangre, pero finalmente le impusieron una pena de 8 años de cárcel y 800 latigazos.

## Carrera
Al-Ghamdi era conocido porque presentaba un programa en uno de los canales de la televisión saudí, actuando como predicador aunque no se había formado como clérigo islámico.

## Hija y crimen
Algún tiempo antes, Ghamdi se había divorciado. El motivo aludido por su esposa para solicitarlo, fue que la había sometido a "todas las torturas imaginables e inconcebibles" durante su matrimonio. El tribunal, tras escuchar todas las razones y pruebas, ordenó que la hija de cinco años quedará al cargo de la madre, con tres horas de visita diarias al padre.
Un día, Ghamdi solicitó que la niña le visitara durante unos días, a lo que la madre accedió. Unos días después, la policía de Riad la llamó para informarla que su hija había sido encontrada tirada en la calle y que se encontraba en cuidados intensivos.
En octubre de 2012, su hija Lama Al-Ghamdi murió después de pasar siete meses en el hospital. Había sido sodomizada, con un intento posterior del agresor de cauterizar el desgarro rectal sufrido, y brutalmente golpeada, con fracturas craneales, el brazo izquierdo y varias costillas rotos, una uña arrancada, hematomas provocados por un cable eléctrico y quemaduras recibidas con una plancha. Al-Ghamdi admitió haber tenido que disciplinarla con un bastón y un cable, afirmando que lo había hecho porque tenía dudas de la virginidad de la niña (!). Fue condenado junto con su segunda esposa, que fue considerada cómplice del espantoso crimen: la mujer sabía de los abusos, pero no avisó a la policía. Se informó que había sido liberado después de pasar un par de meses en prisión tras pagar a la madre de Lama el equivalente a 267,000 dólares. Aunque dijo que no lo aceptaría, finalmente sí lo hizo. El dinero de sangre es una fuerte cantidad de dinero que un asesino o su familia pagan a la familia de la víctima a cambio de no seguir con el proceso judicial ni tomar venganza. Una antigua costumbre beduina que pasó a la sharía. Debido a la presión social, el 7 de octubre de 2013, se anunció que Al-Ghamdi había sido sentenciado a 8 años de prisión y 800 latigazos.

## Reacción pública
El crimen conmocionó al público saudí. Activistas se opusieron al veredicto clamando por la cadena perpetua, e hicieron circular por Twitter el hastag #AnaLama (soy Lama, en árabe).
Debido a la ira pública, las autoridades saudíes anunciaron la creación de una línea telefónica directa 24 horas para poder denunciar cualquier abuso infantil.